# Alexia Brito
Alexia Brito (Bacabal, 4 de enero de 2005), más conocida por su nombre artístico Bota Pó, es una mujer trans de Maranhão, que trabaja como influencer, maquilladora, modelo y comediante. Produce contenidos en los segmentos de moda y maquillaje, así como contenidos relacionados con el movimiento LGBT y la causa trans. Por su trabajo y exposición, fue destacada como un fenómeno y ejemplo de éxito en el entorno digital, emergiendo como una de las mayores revelaciones en internet en 2021, año en el que fue elegida una de las 9 personas LGBTQIA+ más destacadas.
En 2022 ganó el Premio Geração Glamour en la categoría «Generación Z» y el Premio Volts en las categorías «creación de contenidos» y «personalidad del año».

## Biografía

### Repercusión y carrera en internet
Ganó notoriedad en Internet a través de las redes sociales, donde ganó repercusión a través del contenido vinculado a la moda y la belleza que produce desde los 16 años, con el apoyo de su madre y su abuela.
Uno de los principales hitos de la influyente de moda al inicio de su carrera, fue la producción de contenidos en entornos sencillos, como su patio trasero. La obra evolucionó y alcanzó protagonismo, convirtiendo a Alexia en un referente de estilo y un ejemplo de éxito en el entorno digital.
Se convirtió en uno de los temas más comentados en Internet cuando el video donde interpreta la canción Pega o Pato se volvió viral, convirtiéndose en un meme y siendo descrito como un fenómeno de las redes sociales. En 2023, declaró que se centraría en el segmento de la moda, habiendo sido elegida, en noviembre, para modelar para la marca Dendezeiro en la São Paulo Fashion Week.

### Transición y activismo
En 2021, con 17 años, anunció que estaba atravesando una transición de género, cuando recibió el apoyo de varias celebridades.
Sobre su propia transición y la violencia contra las personas trans, Alexia habló en una entrevista con Marie Claire: «Todavía tengo mucho miedo de lo que otros dirán o harán, después de todo, vivimos en el país que más mata mujeres trans [...] pero no había manera, necesitaba ser feliz». La transición de Alexia fue descrita como «un acto de valentía que inspiró a muchos de sus seguidores».
En 2023, expresó sorpresa por la «detransición» y las declaraciones de Catty Lares, con quien ya grabó videos. La detransición de la influyente, ocurrida por influencia religiosa, la llevó a decir que había sido «liberada». Ante la repercusión de la noticia, Alexia declaró:

Cuando veo a alguien decir que fue liberada, que Dios la liberó, es muy impactante. Ella no está matando, no está robando, está siendo ella [...] Ser trans no es una broma, no es una enfermedad. Hasta porque, no elegiría ser trans en el país que más me mata y ataca. Ser una persona LGBT no es una cuestión de elección, yo no elegiría una esperanza de vida de hasta 35 años. Llegué a los 18 años, ¿cuántos no perdieron la vida siendo jóvenes por ser quienes son? [...] Nací así y me descubrí con el tiempo.
Alexia Brito (en Instagram)

### Ataques y prejuicios
Alexia comenzó a enfrentar la transfobia cuando aún estaba en la escuela, donde fue acosada por sus compañeros y fue blanco de denuncias ante la dirección de la institución por asistir a clases maquillada.
En 2021, fue invitada por el Gobierno del Estado de Maranhão a protagonizar la campaña televisiva de lanzamiento de la Plataforma Educativa Gonçalves Dias. Debido a la propaganda difundida, Bota Pó fue blanco de ataques homofóbicos por parte del senador de Maranhão, Roberto Rocha (PSDB), quien afirmó que la pieza era una «apología de la homosexualidad». En respuesta, Alexia repudió los ataques del senador, recibiendo el apoyo de varias personalidades en los medios. Ante la repercusión, el parlamentario borró la publicación de las redes sociales.
El perfil de Instagram de Bota Pó también fue blanco de denuncias, lo que obligó a la influyente a alejarse de las redes sociales durante seis meses. Dijo que tenía más de cinco cuentas desactivadas.
En 2022 perdió más de 2.000 seguidores en las redes cuando declaró su apoyo a Luiz Inácio Lula da Silva en las elecciones presidenciales. Respecto a lo sucedido, dijo que «se deshizo de los bolsominions» (o «secuaces de Bolsonaro»), como se conoce a los partidarios del expresidente Jair Bolsonaro.

## Reconocimientos y premios
En 2021, fue elegida por el sitio web IG como una de las 9 personas LGBT más influyentes del año.
En 2022, recibió dos trofeos de los Premio Volts en las categorías de “creación de contenido” y “personalidad del año”. También en 2022, ganó la categoría «Generación Z» del Premio Geração Glamour, evento que premia a las mujeres destacadas del año.
Apareció en la campaña de la Agencia Soko, inspirada en la película Mean Girls.
Fue objeto de numerosos informes de los medios, destacando el papel pionero de Alexia como influyente en las redes sociales.
En 2023 fue descrita como una de las influyente de moda más prometedoras de Brasil.